# Власова Євгенія Олександрівна
Євге́нія Олекса́ндрівна Вла́сова (нар. 8 квітня 1978, Київ) — українська співачка, модель. Учасниця музично-розважального шоу «Народна зірка». Модель, з 2008 по 2010 рік обличчя будинку моди Юлії Айсіної. У 2011 активно підтримувала і захищала проросійських активістів у їх публічному негативному ставленні до української мови.

## Життєпис
Євгенія народилась в Києві 8 квітня 1978 року. Її мати була актрисою, батько співав в капелі імені Левка Ревуцького.
Коли Жені був один рік, батько Олександр Поплавський пішов з сім'ї, кинувши Женю і її матір. Але незабаром у Євгенії з'явився вітчим. А через кілька років брат — Петро Крижанівський (який зараз є директором Євгенії Власової й мріє написати бестселер). Захоплення музикою і співом з'явилося у майбутньої співачки ще в ранньому дитинстві. У таємниці від матері вона відвідувала дитячий хор «Сонечко», в якому стала солісткою. Після школи вступила до музичного училища ім. Глієра. Вже на першому курсі брала участь у конкурсах, співала у клубі «Голлівуд». Вже тоді Женя утримувала родину — брата й маму — оскільки ні батько, ні вітчим не допомагали їм. 
У 2000 році Женя познайомилася з Дмитром Костюком, який запропонував Власовій свої послуги продюсера. Разом вони записали кілька пісень, проте здебільшого працювати Євгенії доводилося самій. Її пісні крутили в Україні та інших країнах. Згодом вона вийшла заміж за Дмитра. Як зізнається Женя, вона вийшла за Костюка лише тому, що завагітніла. Хоча, не зважаючи ні на що, любила його і навіть кинула сцену заради сім'ї. 4 серпня 2004 року в них народилася дочка Ніна. Однак шлюб це не врятувало — Власова, втомившись від принижень та зрад Костюка, йде від нього. 
З 2007 року співпрацює з епатажним танцювальним колективом Фрік-Балет під керівництвом Слави Богданцева. Балет створений компанією TUARON разом із Anton Sova.
Без продюсера творчість співачки не припинилася, навіть навпаки: вийшли нові кліпи, вона взяла участь у конкурсах, записала альбом і зникла. Пізніше виявилося, що у неї був діагностований рак. 2009 року перенесла операцію, пов'язану з онкологічною хворобою. Мужньо переживши боротьбу з ним, Євгенія повернулася на сцену. Вона бере участь у шоу «Народна зірка», де займає 2 місце. Бере участь у благодійних акціях, починає співпрацювати з гуртом «Dazzle Dreams», в травні 2010 року відкриває вокальну школу.
31 березня 2011 року на телеканалі Інтер взяла участь у шоу «Всі свої», де активно підтримувала  Олександра Швеця — ексінспектора ДАІ в Одеській області, який був звільнений з обійманої посади за те, що назвав українську мову «телячою»..
У листопаді 2017 року знову потрапила до лікарні через наслідки хімієтерапії та хірургічного втручання.
8 квітня 2019 року Євгенія презентувала нову пісню, під назвою «Відчуття», після тривалої перерви.
Від початку повномаштабного вторгнення російської армії до України 24 лютого 2022 року дотримується активної проукраїнської позиції.[джерело?]

## Особисте життя
- Перший чоловік продюсер Дмитро Костюк;
- 4 серпня 2004 року в них народилася дочка Ніна.

## Нагороди
- Лауреат конкурсу «Песенный Вернисаж» (1996)
- Лауреат конкурсу «Славянский базар» у Вітебську (1997)
- Володарка Гран-Прі на міжнародному конкурсі «Королева пісні» в Ріміні, Італія (1998)
- Лауреат конкурсу «Пісня року» в Києві (1998)
- Переможниця Всеукраїнського відкритого рейтингу популярності «Золота фортуна» в номінації «Надія XXl століття» (1998)
- Учасниця шоу «Пять звёзд» в Сочи (рос.) (2007)
- Найкрасивіша співачка 2010
- Лауреат Всеукраїнської премії «Жінка III тисячоліття» в номінації «Рейтинг» (2011).
- Учасниця шоу «Народная звезда-1» (рос.) 2 місце

## Дискографія

### Альбоми
- «Ветер надежды» (2003) (рос.)
- «Wind Of Hope» — спільно з Ендрю Дональдсом (2006) (eng.)
- «Синергия» (2008) (рос.)

### Сингли
- «Живая река»
- «Северное сияние»
- «О тебе»
- «Буду сильнее»
- «Плачь обо мне»
- «Я буду…» (2007)
- «Шоу-тайм» (2008)
- «Лавина любви»
- «Я — мечта»

### Кліпи
- «Не забувай»
- «Сипле сніг»
- «Emotional lady»
- «Плачь обо мне»
- «Живая река»
- «Буду сильнее»
- «Северное сияние»
- «Show time»
- «Я буду»
- «I will be»
- «Ветер надежды»
- «Wind of hope»
- «Limbo»
- «О тебе»
- «Show time (rmx)»
- «Лавина любви»
- «Я — мечта»
- «В каждом биении сердца»
- «Красивые и богатые»
- «Киев-Одесса»
- «Мы не судьба»
- «Не меняя картинок»